# Castell d'Eslida
El castell d'Eslida a la Plana Baixa, País Valencià, és una fortalesa medieval, l'estructura actual —visible i deduïble— data de la invasió musulmana, i se situa sobre un cim que corona la població. S'accedeix al monument seguint la carretera d'Artana, fins a arribar a uns xalets situats a la vora, després un tram asfaltat puja fins als esmentats xalets. Des d'allà per a arribar a les ruïnes cal pujar un vessant escarpat cobert de vegetació.
Donada la notorietat de la vila en època medieval, la fortificació va haver de tindre cert relleu estratègic, encara que no es coneguen enfrontaments ni setges, ni tan sols en el transcurs de les escaramusses esdevingudes durant rebel·lió dels moriscs en el segle xvi (1526).
Després de l'expulsió dels moriscos, fortificació i població pateixen una accentuada decadència que, en el cas de la primera i tot i el floriment de la vila, no ha cessat.

## Descripció
Es tracta d'una fortificació de planta poligonal irregular, de la qual es conserva un tram de muralla i restes d'algunes torres. Destaca la torre de l'homenatge de planta triangular, amb dues torres de planta circular adossades als seus angle lateral. Aquesta torre junt amb la del Castell de la Mola de Novelda són els únics exemplars de torres musulmanes de planta triangular existents en tot el País Valencià. Els murs estan realitzats amb argamassa i pedres.
La planta real de la fortificació es desconeix. Molt probablement, el castell s'alça sobre el lloc que ocupava una fortificació romana anterior.
El seu estat general és ruïnós, a l'espera d'una iniciativa de les parts implicades que permeta l'excavació i estudi de zona, en benefici de l'interès cultural de la vila d'Eslida.
1. 1 2  URL de la referència: https://eduwp.edu.gva.es/patrimonio-cultural/ficha-inmueble.php?id=2943. Data de consulta: 15 desembre 2024.